# Providence (Texas)
Providence es un lugar designado por el censo ubicado en el condado de Denton en el estado estadounidense de Texas. En el Censo de 2010 tenía una población de 4786 habitantes y una densidad poblacional de 1.595,76 personas por km².

## Geografía
Providence se encuentra ubicado en las coordenadas 33°13′55″N 96°57′45″O / 33.23194, -96.96250. Según la Oficina del Censo de los Estados Unidos, Providence tiene una superficie total de 3 km², de la cual 2.99 km² corresponden a tierra firme y (0.26%) 0.01 km² es agua.

## Demografía
Según el censo de 2010, había 4786 personas residiendo en Providence. La densidad de población era de 1.595,76 hab./km². De los 4786 habitantes, Providence estaba compuesto por el 87.36% blancos, el 5.12% eran afroamericanos, el 0.71% eran amerindios, el 0.9% eran asiáticos, el 0.13% eran isleños del Pacífico, el 2.61% eran de otras razas y el 3.18% pertenecían a dos o más razas. Del total de la población el 13.94% eran hispanos o latinos de cualquier raza.